# Jessikka Aro

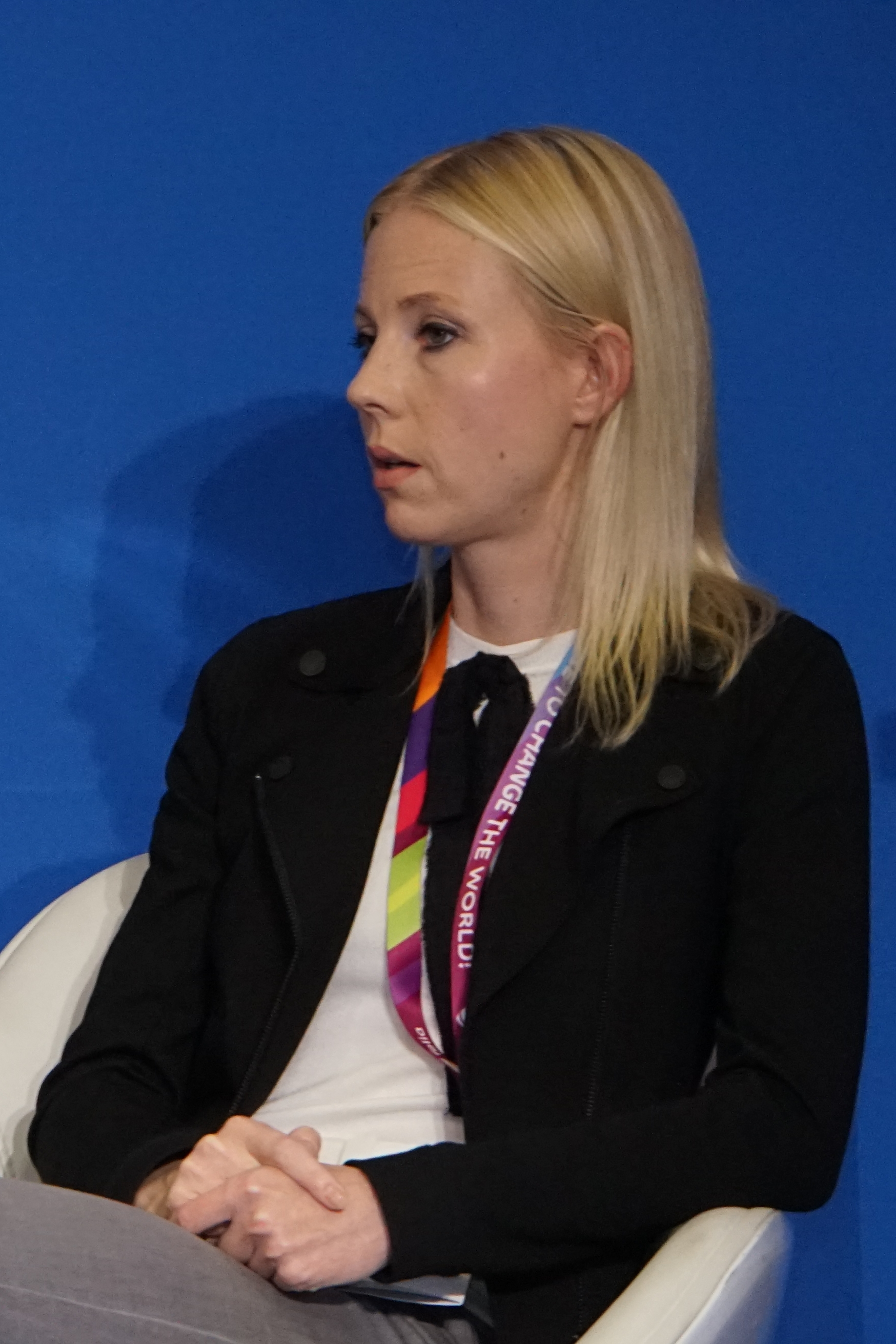
Jessikka Aro

Jessikka Aro (ur. 19 grudnia 1980) – fińska dziennikarka i autorka, pracująca dla państwowej rozgłośni radiowo-telewizyjnej Yle. Badaczka sieci rosyjskiej dezinformacji w zachodniej przestrzeni informacyjnej. Autorka książki „Trolle Putina. Prawdziwe historie z frontów rosyjskiej wojny informacyjnej”.

## Walka z rosyjską dezinformacją
W 2014 roku Aro pisała o toczącej się w Donbasie wojnie. W trakcie prac nad kolejnymi artykułami zauważyła, że coraz trudniej dostać się do rzetelnej, potwierdzonej informacji na temat tego konfliktu. To skłoniło ją do zainteresowania się tematem rosyjskiej dezinformacji w zachodniej przestrzeni publicznej. We wrześniu 2014 roku Aro wystosowała w fińskich mediach społecznościowych apel, w którym prosiła internautów o przekazywanie jej swoich doświadczeń z rosyjską dezinformacją w sieci. Krótko po tym apelu Aro stała się obiektem zmasowanego ataku rosyjskich botów, trolli i fałszywych kont w mediach społecznościowych. Jej prywatne dane zostały opublikowane, a w rosyjskiej przestrzeni informacyjnej (np. na portalu VKontakte) przedstawiano ją jako zachodniego szpiega, morderczynię i narkomankę. Gdy sprawę zgłosiła fińskim służbom, trolle opublikowały tajne materiały ze śledztwa. W międzyczasie Aro dostawała pogróżki, wiadomości „autorstwa” jej zmarłego 20 lat wcześniej ojca. Jednym z głównych oskarżających Aro był fiński polityk Johan Bäckman, który zarzucał jej pracę na rzecz amerykańskich i estońskich służb.

## Sprawa „fabryki trolli” z Petersburga[5]
Na początku 2015 roku Aro wraz z Miką Mäkeläinenem opublikowali reportaż o ulokowanej w Petersburgu instytucji, która udając firmę z branży IT, w rzeczywistości kierowała działaniami dezinformacyjnymi w sieci. W ramach prowokacji dziennikarze odpowiedzieli na ogłoszenie o pracę dla „specjalistów od social-mediów”, „operatorów internetowych” lub „menedżerów treści”. Ogłoszenie ponadto informowało, że poszukuje ludzi, którzy „potrafią produkować treść dla różnych grup odbiorców i przepisywać teksty”. Pensja określona w ogłoszeniu wahała się od 400 do 660 euro miesięcznie.
Byli pracownicy „fabryki” przekazali dziennikarzom informacje dotyczące szczegółów pracy w instytucji. Pracowników miało być około 250 (sami dziennikarze zarejestrowali wymianę pracowników zmian dziennej i nocnej, naliczając około 45-50 osób, w większości przed 30 rokiem życia), mieli tworzyć treści przede wszystkim po angielsku, a więc wycelowane w zachodnią infosferę. W zakresie obowiązków „fabryki” miało być m.in. oczernianie rosyjskich opozycjonistów czy budowanie propagandowego przekazu na temat wojny na Ukrainie.
Po emisji reportażu fala hejtu na dziennikarkę nabrała siły, ostatecznie zmuszając ją do opuszczenia Finlandii.

## „Trolle Putina”
Czerpiąc ze swoich doświadczeń, Jessikka Aro postanowiła zebrać informacje z różnych europejskich frontów rosyjskiej wojny informacyjnej. W tym celu skontaktowała się z szeregiem dziennikarzy, polityków i aktywistów m.in. z Polski, Litwy, Ukrainy czy Wielkiej Brytanii. Efektem tych prac jest wydana w lutym 2019 roku książka pt. „Trolle Putina Prawdziwe historie z frontów rosyjskiej wojny informacyjnej”, opisująca zmagania obywateli Europy z rosyjską dezinformacją. Książka została przetłumaczona na dziewięć języków. W Polsce ukazała się nakładem Wydawnictwa Sine Qua Non.